# Emulator
|  | Sammenskrivningsforslag Artiklen Emulering er foreslået føjet ind i Emulator. (Siden august 2019) Diskutér forslaget |

En software emulator er et stykke software, der er bestemt til at emulere (jf. efterligne) en anden platform, så den kan køres på en anden platform end den oprindelige.
Et eksempel på en softwareemulator kunne være TiEmu, der er skrevet til at efterligne en række Texas Instruments grafregnere, så disse kan køres på computeren som enhver anden fil.
Der findes også emulatorer der emulerer den samme platform, f.eks. Bochs. Her er det muligt at emulere en Pentium-processor og køre et styresystem, mens man er inde i et andet styresystem. Når denne form for emulering kører tilfredsstillende hurtigt og med få ressourcer kaldes det også virtualisering. Her kan bl.a. nævnes Microsoft Virtual PC, VMware og Xen.
Der findes også et gratis Virtualiseringsprogram QEMU som kan køre på flere forskellige platforme, f.eks. på Linux og Windows og det kan også virtualisere flere styresystemer f.eks. Linux og Windows. Se QEMU's hjemmeside Arkiveret 3. marts 2011 hos  Wayback Machine.